# Famille Huchet
Pour les articles homonymes, voir Huchet.
 (janvier 2018).
Si vous disposez d'ouvrages ou d'articles de référence ou si vous connaissez des sites web de qualité traitant du thème abordé ici, merci de compléter l'article en donnant les références utiles à sa vérifiabilité et en les liant à la section « Notes et références ».
La famille Huchet est une famille subsistante de la noblesse française, d'ancienne extraction sur preuves de 1427, originaire de Bretagne. Elle a compté parmi ses membres plusieurs militaires, politiciens et écrivains. Elle s'est divisée en trois branches : de la Bédoyère, de Cintré et de Quénétain.

## Histoire
Cette famille prouve sa noblesse depuis le XVe siècle. Elle a été admise aux Honneurs de la Cour en 1784.
Elle a donné cinq procureurs généraux et plusieurs conseillers au Parlement de Bretagne depuis 1577.
Cette famille reste représentée, notamment par Guy de La Bédoyère, historien britannique, et Christophe Huchet de Quénetain, historien de l'art français.
Elle se divise en trois branches, celles de la Bédoyère, de Cintré et de Quénétain.
Enfin, sous le nom de Labedoyere Huchet de Kernion, un rameau issu des Huchet de la Bédoyère subsiste encore aujourd'hui aux États-Unis et au Mexique.

## Personnalités
- Guillaume Huchet, écuyer dans une montre de 1418
- Bertrand Huchet, secrétaire d'État et du conseil du duc de Bretagne en 1421, garde des sceaux et ambassadeur du duc de Bretagne en Angleterre, épouse Jeanne, dame de La Bédoyère
- Constant Marie Huchet de Cintré (1775-1861), préfet du Finistère, puis préfet de la Dordogne
- Charles Angélique François Huchet de La Bédoyère (1786-1815), général de brigade pendant les Cent-Jours
- Armand Huchet de Cintré (1813-1882), conseiller général (1848-1877) et député (1871-1876) d'Ille-et-Vilaine
- Georges Huchet de La Bédoyère (1814-1867), député de la Seine-inférieure (1856-1859), sénateur (1859-1867).
- Michael de La Bédoyère (en) (1900–1973)
- Bertrand Huchet de Quénetain, né le 18 juillet 1911 à La Molière, à Saint-Senoux, Ille-et-Vilaine, décédé le 14 octobre 1983 à Versailles est général de division de l'armée française
- Guy de La Bédoyère (n. 1957), auteur d'ouvrages, de nationalité britannique
- Christophe Huchet de Quénetain (n. 1974), antiquaire français

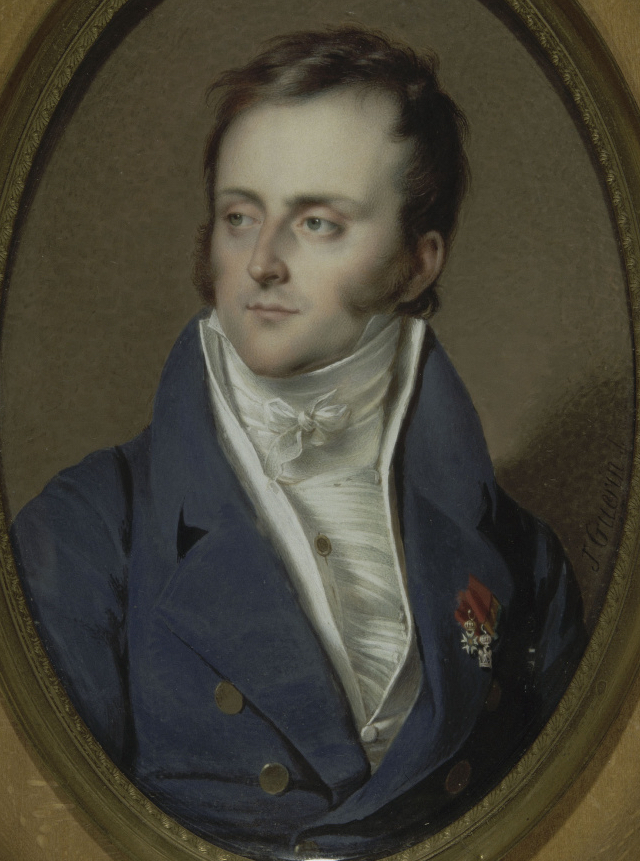
Charles-Angélique-François Huchet, comte de La Bédoyère (1786-1815)., Jean-Urbain Guérin (1760-1836), Musée national du Château de Malmaison

## Généalogie
- Bertrand Huchet, seigneur de La Mesneraye, sieur de La Bédoyère, secrétaire d’État, Garde des coffres, Garde des Sceaux et Ambassadeur en Angleterre de Jean V (Vannes, château de l’Hermine, 24/12/1389-Nantes, manoir de la Touche, 29/08/1442), duc de Bretagne (1399-1442), né avant 1400, baptisé le // à ? (Ille-et-Vilaine) (France), décédé en 1463 ? (Ille-et-Vilaine) (France), marié religieusement avant 1429 (en 1420 ?) à ? (Ille-et-Vilaine) (France) avec Jehanne de La Bédoyère, dame de Talensac, née au château de La Bédoyère à Talensac (Ille-et-Vilaine) (France) décédée circa 1464-1470 (France)[8].
  - Raoulet Huchet, écuyer, seigneur de La Bédoyère, archer du duc François II (château de Clisson, 23 juin 1433-Couëron, 9 septembre 1488), duc de Bretagne (1458-1488), né circa 1426-1427, baptisé le // à ? (Ille-et-Vilaine) (France), décédé circa 12 avril 1485-7 mai 1494 (Ille-et-Vilaine) (France), marié religieusement le 23/04/1463 avec Charlotte de Cahideuc, née à Iffendic (Ille-et-Vilaine) (France)[9].
    - Jean II Huchet, écuyer, seigneur de La Bédoyère, né circa 1465 (France), décédé circa 1506 (France), marié religieusement le 22/07/1494 à Ploermel (Morbihan) (France) avec Françoise de Belloüan décédée avant 1571 (France)[10].
      - Jean III Huchet, écuyer, seigneur de La Bédoyère, né le 01/01/1495, baptisé à Talensac (Ille-et-Vilaine) (France), décédé en 04/1550 (Ille-et-Vilaine) (France), marié religieusement avec Marie de Cleuz, dame de Rédillac née circa 1515 (France), décédée après 1553 (France)[11].
        - Rolland Huchet, seigneur de La Bédoyère, né circa 1537-1538 (France), décédé en 1570, avant 28/09/1571 (France), marié religieusement avec Rollande Téhel de la Bouvais décédée le 08/05/1575 au château de La Bédoyère à Talensac (Ille-et-Vilaine) (France)[12].
          - François Huchet, écuyer, seigneur de La Bédoyère, conseiller au Parlement de Bretagne (10 septembre 1599), né circa 1566-1567 (France), décédé 18/07/1620 au château de La Bédoyère à Talensac (Ille-et-Vilaine) (France), marié religieusement le 24/11/1597 au château de Trécesson à Campénéac (Morbihan) (France) avec Péronelle de Trécesson née le 25/04/1579 à Campénéac (Morbihan) (France), baptisée le 26/04/1579 à Campénéac (Morbihan) (France), décédée en 10/1619  au château de La Bédoyère à Talensac (Ille-et-Vilaine) (France), inhumée le 11/10/1619 à Talensac (Ille-et-Vilaine) (France)[13].
            - Gilles Huchet, écuyer, seigneur de la Bédoyère, est né le 20 octobre 1600 à Campeneuc. Il obtint du roi Louis XIII, en 1643, des lettres patentes unissant tous les fiefs de la région en chatellenie, sous le nom de la Bédoyère. Après avoir été conseiller et garde-sel au parlement de Bretagne, il acheta en 1631 à Christophe Fouquet, parent du célèbre surintendant, une charge de procureur général, charge qui sera tenue sans interruption pendant quatre générations successives. Il mourut à Rennes le 10 novembre 1662, âgé de 62 ans.
              - André Huchet, écuyer, seigneur de la Bédoyère, procureur général au parlement de Bretagne sur résignation de son père en 1650
                - Charles-Marie Huchet, écuyer, seigneur et comte de la Bédoyère, vicomte de Loyat, est né le 15 septembre 1647 à Rennes et y fut baptisé le 7 août 1649 à la paroisse Saint-Martin. Procureur général au parlement de Bretagne sur résignation de son père en 1674
                  - Charles Huchet, chevalier, comte de la Bédoyère, marquis de Sourdéac, baron de Bossac et de la Thébaudais, né le 3 avril 1683 à Vannes, succéda à son père en 1710 dans la charge de procureur général.
                    - Hugues-Humbert Huchet, capitaine au régiment de Gervesay en 1717, décédé en 1725.
                    - Noël Florimond Huchet de La Bédoyère (né en 1713)
                      - Charles Marie Philippe Huchet de La Bédoyère
                        - Charles Angélique François Huchet, comte de La Bédoyère (1786-1815)
                          - Georges Huchet de La Bédoyère (1814-1867) : Postérité

            - Pierre Huchet, écuyer, seigneur du Boisbrun, né en 1602, baptisé le // à ? (Ille-et-Vilaine), décédé le 06/08/1655 à Quénetain, Saint-Uniac (Ille-et-Vilaine) (France), marié religieusement le 16/02/1630 à ? (Ille-et-Vilaine) (France) avec Jehanne de La Vallée née le // à ?, décédée en 01/1681 (France)[14].
              - Gilles Huchet, chevalier, seigneur de Quénetain, conseiller du Roy en tous ses conseils et procureur général au Parlement de Bretagne, né le 03/05/1639, baptisé le 03/05/1639 à Quénetain, Saint-Uniac (Ille-et-Vilaine) (France), inhumé en 1694 (France), marié religieusement le 08/06/1661 (France) avec Françoise Le Pelletier, dame de La Ramée et de La Guinaudière, née le // à ?, (France), décédée en 1676 (France)[15].
                - René Huchet seigneur de Quénetain, lieutentant-colonel au Régiment de Caraman, le 08/10/1701, chevalier de Saint Louis, né circa 1664 // à ? (Ille-et-Vilaine) (France), décédé circa 1709 (France), marié religieusement le 12/04/1695 (France), avec Gilonne de Saint Méen, dame de Martigné, baptisée le 20/05/1669 (France), décédée le 31/01/1746 à Martigné, Bazouges-la-Pérouse (Ille-et-Vilaine) (France)[16].
                  - René Julien Huchet, chevalier, écuyer, seigneur de Quénetain, Martigné et autres lieux né le 09/01/1696 à Martigné, Bazouges-la-Pérouse (Ille-et-Vilaine) (France), décédé le 13/06/1763 à Rennes (Ille-et-Vilaine) (France), inhumé aux Minimes le 14/06/1763, marié religieusement circa 1731 à ? (Ille-et-Vilaine) avec Marie Louise Thérèse Guyonne Aubert du Lou, née à Le Lou-du-Lac (Ille-et-Vilaine) (France)[17].
                    - Gilles Joseph Patrice Huchet, chevalier, seigneur de Quénetain, né et ondoyé le 01/10/1733 à Quénetain, Saint-Uniac (Ille-et-Vilaine) (France), baptisé le 13/10/1735 à la paroisse du Lou, décédé le 09/07/1771 et inhumé le 10/07/1771 à Quénetain, Saint-Uniac (Ille-et-Vilaine) (France), marié religieusement le 03/09/1764 ou 22/09/1764 à Vern-sur-Seiche (Ille-et-Vilaine) (France) avec Anne Françoise Marie de Caradeuc, dame de La Motte, née le 15/03/1739 et baptisée le 18/03/1739  à Carfantain (Dol, Ille-et-Vilaine) (France), décédée le 23/11/1790 à Jersey, et inhumée le 26/11/1790 au cimetière de Saint Sauveur[18].
                      - Guy Victor Uniac Huchet  de Quénetain, né le 30/12/1769 à Quénetain, Saint-Uniac (Ille-et-Vilaine) (France) et baptisé le 31/12/1769 à Saint-Uniac (Ille-et-Vilaine) (France), décédé le 30/01/1828 à La Molière, Saint-Senoux (Ille-et-Vilaine) (France), marié civilement le 26/05/1818 (Ille-et-Vilaine) (France) avec Augustine Alexandrine Elizabeth Godart de Belbeuf, dame du Puy du Fou, née le 13/06/1789 à Rouen (Seine-Maritime) (France), paroisse Saint-Ouen, décédée le 23/08/1849 à Rennes (Ille-et-Vilaine) (France) et inhumée à Pluherlin (Morbihan) (France) paroisse Saint-Étienne[19].
                        - Ange Louis Alexandre Huchet, comte de Quénetain, né le 21/05/1819 à Rennes (Ille-et-Vilaine) (France), décédé le 18/11/1880 à La Molière, Saint-Senoux (Ille-et-Vilaine) (France), contrat de mariage du 03/05/1844 à Rennes (Ille-et-Vilaine), avec Laure Adélaïde de Coniac, née le 01/05/1819 à Dinan (Côtes-d’Armor) (France), décédée le 22/11/1878 à La Molière, Saint Senoux (Ille-et-Vilaine) (France)[20].
                          - Guy Alexandre Huchet, vicomte de Quénetain, né le 05/07/1845 à Dinan (Côtes-d’Armor) (France), décédé le 08/02/1900 à La Molière, Saint-Senoux (Ille-et-Vilaine) (France), marié civilement le 17/12/1872 à Paris 8 (Ville de Paris) (France), marié religieusement le ?/?/? à ? (?), avec Eugénie Françoise Eulalie des Nos de Pannard, née le 09/03/1847 à Paris (Ville de Paris) (France), décédée le 15/03/1919 à La Molière, Saint-Senoux (Ille-et-Vilaine) (France)[21].
                            - Maurice Charles Huchet, comte de Quénetain, officier de la Légion d'honneur, né le 07/09/1876 à château de Clivoy, Chailland (Mayenne) (France), décédé le 07/11/1959 à La Molière, Saint-Senoux (Ille-et-Vilaine) (France), marié civilement le 03/09/1902 à Bazouges-sur-le-Loir (Sarthe) (France), marié religieusement le 04/09/1902 à Bazouges-sur-le-Loir (Sarthe) (France), avec Louise Paule Micheline Marie de La Selle, née le 07/03/1881 à Paris 7 (Ville de Paris) (France), décédée le 05/01/1971 à La Molière, Saint-Senoux (Ille-et-Vilaine) (France)[22].
                              - comte Bertrand Marie Joseph Huchet de Quénetain, général de division, grand officier de la Légion d'honneur, né le 18/07/1911 à La Molière, Saint-Senoux (Ille-et-Vilaine) (France), décédé le 14/10/1983 à Versailles (Yvelines) (France), marié civilement le 04/09/1948 à Paris 7 (Ville de Paris) (France), marié religieusement le 04/07/1948 à Paris 7 Paroisse Saint-Pierre du Gros-Caillou (Ville de Paris) (France) avec Annette Kiener, née le 21/10/1913 à Bailleul-le-Soc (Oise) (France) [2], décédée le 01/03/2009 à Versailles (Yvelines) (France)

### Alliances notables
La famille Huchet s'est alliée aux : de La Bédoyère, Godart de Belbeuf (Normandie), de Beauvoir-Chastellux, Denis de Trobriand (), Barrin, de Lorgeril, de La Fournière, Ogier de Baulny, de La Bourdonnaye-Blossac, du Plessis-Mauron de Grenédan, de Semallé, de Gouvion Saint-Cyr (1968), etc.

## Titres
- Seigneurs :
  - de La Bédoyère (paroisse de Talensac),
  - de Cintré et du Plessis (par. de Cintré),
  - de Kerbiquet, de La Hidouze, de Langoët, des Abbayes et de Peillac (par. de Guer),
  - de Rédillac, et du Pont d'Ars (par. de Saint-Jacut ),
  - de La Villechauve (par. des Fougerets),
  - de La Roche, du Val-au-Houlle (par. de Guégon),
  - de Quénetain (par. de Saint-Uniac),
  - de La Besneraye, du Boisbrun, de La Thébaudais et de Bessac (par. de Pipriac),
  - de Bellouan et du Chaucheix (par. de Ménéac),
  - de Châteautro (par. de Guilliers),
  - de Monterfil (par. de ce nom),
  - de Kéruzas (par. de Plouzané),
  - du Bois-Garin (par. de Sixt-sur-Aff),
- Vicomte de Tréguil (par. d'Iffendic).
- Charles Angélique François Huchet de La Bédoyère (1786 à Paris - 1815), chevalier de l'Empire (à la suite du décret du 23 juin 1809 le nommant membre de la Légion d'honneur[25], lettres patentes du 12 novembre 1809, Fontainebleau)  Nommé, le 2 juin 1815, par Napoléon Ier pair des Cent-Jours, faisant de La Bédoyère, ipso facto, un comte de l'Empire[26]. Condamné à la peine de mort pour trahison, fusillé aux termes d'un jugement du 14 août 1815.

## Armoiries
| Blason | Nom de la famille et blasonnement | Devise |
| ------ | --- | ------ |
|        | Armes des Huchet de La Bédoyère Écartelé : aux 1 et 4, d'argent, à trois huchets de sable, les embouchures à dextre ; aux 2 et 3, d'azur, à six billettes d'argent percées, 3, 2 et 1., Supportsdeux lions regardants. - Alias, la famille de La Bédoyère s'étant éteinte dans les Huchet, ces derniers ont porté jusqu'en 1663 : D'azur, à six billettes percées d'argent, 3, 2 et 1. C'est alors que la branche aînée a écartelé ses armoiries. Couronne de marquis. Supportsdeux lions regardants. |        |
|        | Armes du chevalier Huchet de La Bédoyère et de l'Empire D'azur à la fasce d'or chargée d'une étoile du champ, et accompagnée de trois croissants aussi d'or, deux en chef, un en pointe le tout soutenu d'une champagne de gueules du tiers de l'écu au signe des chevaliers. - Livrées : les couleurs de l'écu |        |